# Aribert Heim
Aribert Ferdinand Heim (28 tháng 6 năm 1914 – 10 tháng 8 năm 1992) là một cựu bác sĩ người Áo, được mệnh danh là "Bác sĩ tử thần". Sinh ra tại Bad Radkersburg, đế quốc Áo-Hung. Là một trong những thành viên khét tiếng tàn bạo của Đức Quốc xã ở Mauthausen, ông đã giết nhiều người Do Thái vô tội từ trẻ em đến người già bằng các phương pháp khác nhau, ví dụ như tiêm trực tiếp các hợp chất độc hại vào trong trái tim của các nạn nhân của mình. Ông bị cáo buộc là đã sống nhiều năm ở Cairo, Ai Cập dưới bí danh của mình là Tarek Farid Hussein và báo cáo về cái chết của ông vào ngày 10 tháng 8 năm 1992 do căn bệnh ung thư trực tràng. Mộ và xác của ông đã không được tìm thấy. Vào cuối một tài liệu BBC, phát sóng ngày 12 tháng 9 năm 2009, nó đã được khẳng định rằng cảnh sát Đức viếng thăm Cairo vào năm 2009 nhưng không tìm thấy bằng chứng về cái chết của Heim.

## Cuộc đời và những tội ác
Aribert Ferdinand Heim sinh tại Bad Radkersburg, đế quốc Áo-Hung. Ông là con trai của một cảnh sát và một bà nội trợ. Ông học y khoa tại Graz, nhận bằng tiến sĩ ở Viên, gia nhập SS sau khi có việc thực hiện Anschluss (một cuộc sáp nhập và chiếm đóng của quân đội phát xít Đức đối với Áo trên danh nghĩa thống nhất những vùng đất nói tiếng Đức thành một đại quốc gia). Ông đã tình nguyện tham gia Waffen-SS vào mùa xuân năm 1940, tăng lên cấp bậc Hauptsturmführer (Đại úy).
Trong tháng 10 năm 1941, Heim đã được gửi tới trại tập trung Mauthausen-Gusen, nơi ông đã thực hiện các thí nghiệm y khoa trên tù nhân. Ông sau đó được gửi đến một bệnh viện riêng thuộc SS ở thủ đô Viên.
Các tù nhân tại Mauthausen gọi Heim là "Bác sĩ tử thần". Với khoảng hai tháng (tháng 10 đến tháng 12 năm 1941), Heim đã được đồn trú tại trại được gọi là Ebensee gần Linz, Áo, nơi ông tiến hành thử nghiệm trên người Do Thái tương tự như biểu hiện tại Trại tập trung Auschwitz được thực hiện bởi Josef Mengele. Tù nhân Do Thái đã bị nhiễm độc khác nhau với việc tiêm trực tiếp vào tim - bao gồm cả xăng dầu, nước, phenol và thuốc độc - để gây ra cái chết nhanh hơn. Người ta báo cáo rằng Heim đã gỡ bỏ nội tạng từ tù nhân mà không gây mê.
Theo một cựu tù nhân ở chung trong tù, một thanh niên 18 tuổi người Do Thái đã đến phòng khám với một chân bị viêm. Cậu ta được hỏi bởi Heim rằng tại sao cậu ta khỏe mạnh như vậy. Cậu ấy đã trả lời rằng cậu ấy đã là một cầu thủ bóng đá và là người yêu thích bơi lội. Thay vì điều trị bàn chân của người tù nhân, Heim gây mê cậu ta, mổ banh cơ thể cậu ta ra, ngoài việc mổ ra một quả thận, cắt bỏ quả thận thứ hai và thiến cậu ta. Heim đã cắt rời đầu nạn nhân rồi đun lên để sử dụng sọ người làm một cái chặn giấy và phô bày ra ngoài. Ngoài ra những người sống sót kể lại rằng Heim còn có một cái chao đèn làm bằng da người.
Các nữ tù nhân da trắng, tóc vàng trẻ trung, khỏe mạnh và xinh đẹp đủ loại sắc tộc. Ngoài việc lao động khổ sai, họ phải chịu thêm sự dày vò, đau đớn hơn nữa cả về thể xác và tinh thần khi bị bắt làm nô lệ tình dục cho binh lính và sĩ quan SS Đức coi trại tập trung. Họ bị coi là những món đồ chơi và bắt phải phục vụ vô điều kiện. Rồi sau khi đã cưỡng hiếp những cô gái này chán chê, lực lượng SS cắt tóc của họ và đưa họ thẳng vào các lò thiêu xác. Aribert Heim đã trực tiếp thực hiện rất nhiều thí nghiệm kiểu như vậy và hãm hiếp không ít các nữ tù nhân trẻ.
Một người sống sót sau này kể lại: "Heim khiến các tù nhân sợ đến chết". Tài liệu lịch sử cho thấy Heim đã giết chết hàng trăm tù nhân bằng cách tiêm thuốc độc vào tim. Sau thời gian ở KZ Mauthausen, từ tháng 2 năm 1942, Heim phục vụ trong Đơn vị SS số 6 ở bắc Phần Lan và làm việc tại một bệnh viện của SS ở quốc gia Bắc Âu này.
Tháng 3 năm 1945, Heim bị quân đội Hoa Kỳ bắt và bị giam tại một trại tù dành cho tù nhân chiến tranh, nhưng rồi lại được trả tự do một cách khó hiểu. Sau đó, Heim đổi tên và làm bác sĩ phụ khoa tại thành phố Baden-Baden ở miền tây nam nước Đức. Năm 1962, sau khi một sĩ quan cảnh sát Áo làm nhiệm vụ điều tra các tội ác chiến tranh của Heim gửi lời cảnh báo đến ông, "bác sĩ tử thần" đã biến vào bóng tối. Theo con trai Rüdiger Heim của ông, ông đã lái xe qua các nước Pháp và Tây Ban Nha đi qua Maroc, điểm đến cuối cùng là Ai Cập đi qua Libya.
Trong năm 2006, một tờ báo tiếng Đức thông báo rằng ông đã có một con gái, Waltraud, sống ở ngoại ô của Puerto Montt, Chi Lê - người nói rằng ông đã qua đời vào năm 1993. Tuy nhiên, khi cô đã cố gắng lấy một triệu đô la thừa kế từ một tài khoản mang tên cha mình, cô đã không thể cung cấp một giấy chứng tử.
Trong tháng 8 năm 2008, để có thể giữ tài sản của ông, con trai của Heim đã nói rằng cha của anh được công bố hợp pháp là đã chết; anh dự định tặng cho họ làm việc cho các dự án tài liệu nói về sự tàn bạo của các trại tập trung.
Sau nhiều năm nhìn thấy rõ ràng sai, các trường hợp trốn thoát của Heim, cuộc sống ở ẩn và cái chết của ông đã cùng nhau báo cáo bởi đài phát thanh tiếng Đức ZDF và New York Times vào tháng 2 năm 2009. Họ báo cáo rằng ông sống dưới một tên giả, Tarek Farid Hussein, tại Ai Cập và rằng ông chết vì ung thư trực tràng tại Cairo năm 1992.
Heim định cư ở Cairo vào năm 1962, nơi ông chuyển sang đạo Hồi. Theo hàng xóm của ông, "Cuộc sống của ông rất ngăn nắp: tập thể dục vào buổi sáng, sau đó cầu nguyện tại thánh đường chính Al-Azhar của Hồi giáo, và dành thời gian dài trong ngày đọc và viết, trong khi ông ngồi trên ghế đu." Các phóng viên điều tra trường hợp của ông tìm thấy một giấy chứng tử của Ai Cập và xác nhận tính xác thực của nó.
Trong một cuộc trả lời phỏng vấn tại dinh thự của gia đình Heim ở Baden-Baden, con trai của Heim, 53 tuổi, đã thú nhận công khai lần đầu tiên rằng ông đã gặp cha tại Ai Cập, vào thời điểm Heim chết do ung thư trực tràng. "Lúc đó đang có Thế vận hội. Có một chiếc vô tuyến trong phòng và ông đang xem các sự kiện của Olympic. Ông hẳn là chịu đựng đau đớn cùng cực", con trai của Heim, người cao lớn, giống cha, với khuôn mặt buồn rầu và nói năng nhỏ nhẹ, thận trọng, cho biết. Aribert Ferdinand Heim qua đời một ngày sau khi Olympic bế mạc, vào ngày 10 tháng 8 năm 1992, theo lời con trai ông và giấy chứng tử.